# Horváth Ferenc (labdarúgó, 1914)
Horváth Ferenc (1914 – ?) válogatott labdarúgó, balszélső.

## Pályafutása

### Klubcsapatban
A Nemzeti FC labdarúgója volt. Gyors, technikás és gólveszélyes játékos volt, aki néha elbizonytalanodva játszott.

### A válogatottban
1938-ban egy alkalommal szerepelt a magyar labdarúgó-válogatottban.

## Statisztika

### Mérkőzése a válogatottban
| Magyarország | Magyarország      | Magyarország | Magyarország | Magyarország | Magyarország | Magyarország | Magyarország | Magyarország |
| #            | Dátum             | Helyszín     | Hazai        | Eredmény     | Vendég       | Kiírás       | Gólok        | Esemény      |
| ------------ | ----------------- | ------------ | ------------ | ------------ | ------------ | ------------ | ------------ | ------------ |
| 1.           | 1938. március 20. | Nürnberg     | Németország  | 1 – 1        | Magyarország | barátságos   | -            |              |
|              | Összesen          |              |              | 1            | mérkőzés     |              | 0            | gól          |